# Quintus Haterius Antoninus
Quintus Haterius Antoninus war ein römischer Politiker und Senator während der Regierungszeiten des Claudius und Nero.
Haterius Antoninus war vermutlich der Sohn des Decimus Haterius Agrippa, des ordentlichen Konsuls des Jahres 22, und somit Enkel des homo novus Quintus Haterius. Domitia, Tochter der älteren Antonia und Tante des Nero, war vermutlich seine Mutter. Über seinen cursus honorum ist lediglich bekannt, dass er im Jahr 53, in dem der 16-jährige Nero Octavia, die 13-jährige Tochter des Claudius, heiratete, zusammen mit Decimus Iunius Silanus Torquatus den Consulat bekleidete.
Ein letztes Mal trat Antoninus im Jahr 58 in Erscheinung. In diesem Jahr gewährte Nero ihm, der durch Verschwendung sein ererbtes Vermögen verschleudert hatte, eine jährliche Rente. Über seine familiären Verhältnisse und Nachkommen ist nichts bekannt.